# Zbijewek-Parcele
Zbijewek-Parcele – wieś w Polsce, w województwie wielkopolskim, w powiecie kolskim, w gminie Przedecz. Wchodzi w skład sołectwa Józefowo.
Do 2023 miejscowość była częścią wsi Zbijewek.
W latach 1975–1998 Zbijewek-Parcele  należało administracyjnie do województwa konińskiego.